# استان کاتانیا
استان کاتانیا (به ایتالیایی: Province di Catania) استانی در جنوبی کشور ایتالیا است. کاتانیا در منطقهٔ سیسیل قرار دارد و مرکز آن شهر کاتانیا است. مساحت این استان ۳٬۵۵۳ کیلومترمربع و جمعیت آن طبق سرشماری سال ۲۰۱۱ میلادی، تقریباً ۱٬۰۸۰٬۰۳۴ نفر بوده‌است.